# Complexo Memorial do Rei Mandume
O Complexo Memorial do Rei Mandume localiza-se na vila de Oihole, no município de Namacunde, província do Cunene, no sul de Angola e foi erguido em homenagem a Mandume ya Ndemufayo, último rei dos cuanhamas.
Inaugurado em 2002 pelo presidente de Angola José Eduardo dos Santos, na presença do ex-presidente da Namíbia Sam Nujoma, o memorial situa-se a 45 quilómetros da cidade de Ondjiva, capital da província, e foi erguido no local onde o rei estava antes de ser derrotado pelos portugueses e britânicos em 1917.
O complexo inclui o túmulo do rei e um palácio de congressos para empresários que queiram iniciar negócios no Cunene. Prevê-se a construção de uma biblioteca para arquivo das principais obras relacionadas com o rei Mandume Ya Ndemufayo.